# پرنس روپرت، بریتیش کلمبیا
پرنس روپرت شهری است بندری در استان بریتیش کلمبیای کانادا که در جزیره کیین واقع شده است.

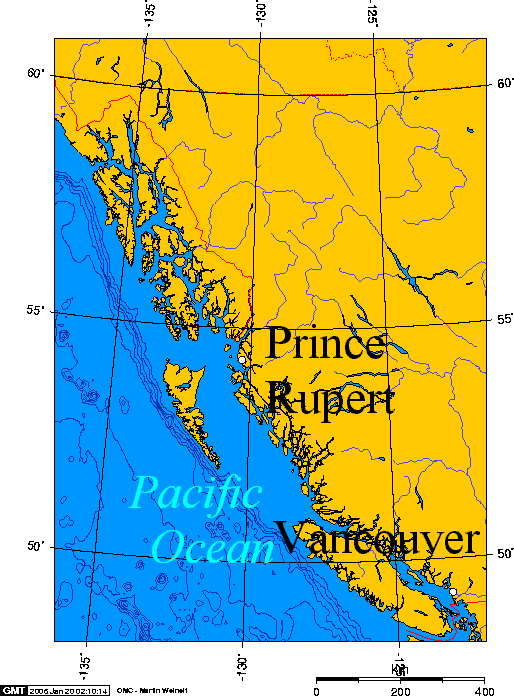
موقعیت پرنس روپرت و ونکوور در ساحل بریتیش کلمبیا

پرنس روپرت قطب و مرکز حمل و نقل زمینی، هوایی و دریایی در ساحل شمالی بریتیش کلمبیا است.
طبق آمار کانادا در سال ۲۰۱۱ جمعیت پرنس روپرت ۱۲٬۵۰۸ نفر بوده است.

## نگارخانه

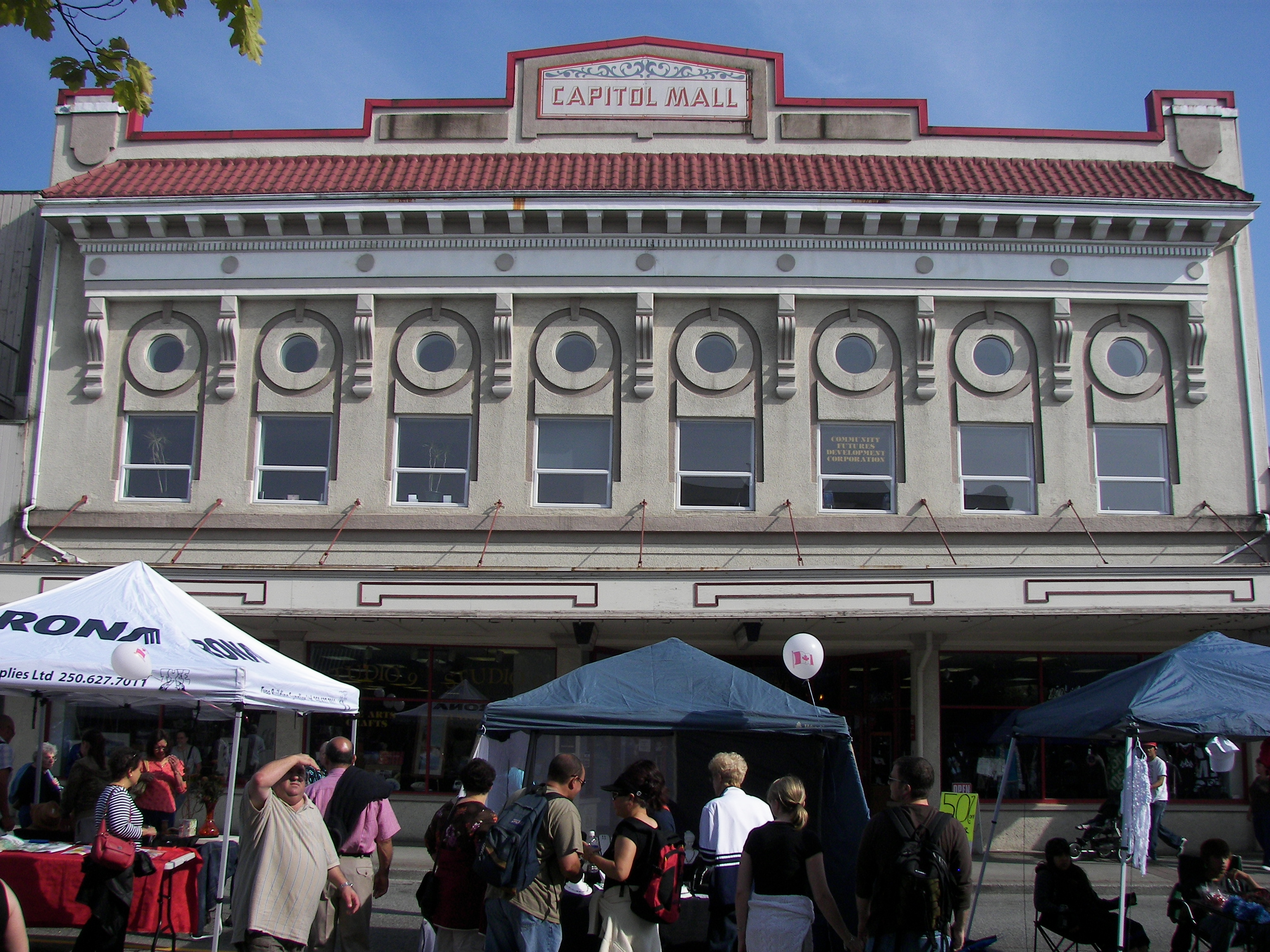
عمارت پارلمان ایالتی سابق ساخته شده در سال ۱۹۲۸
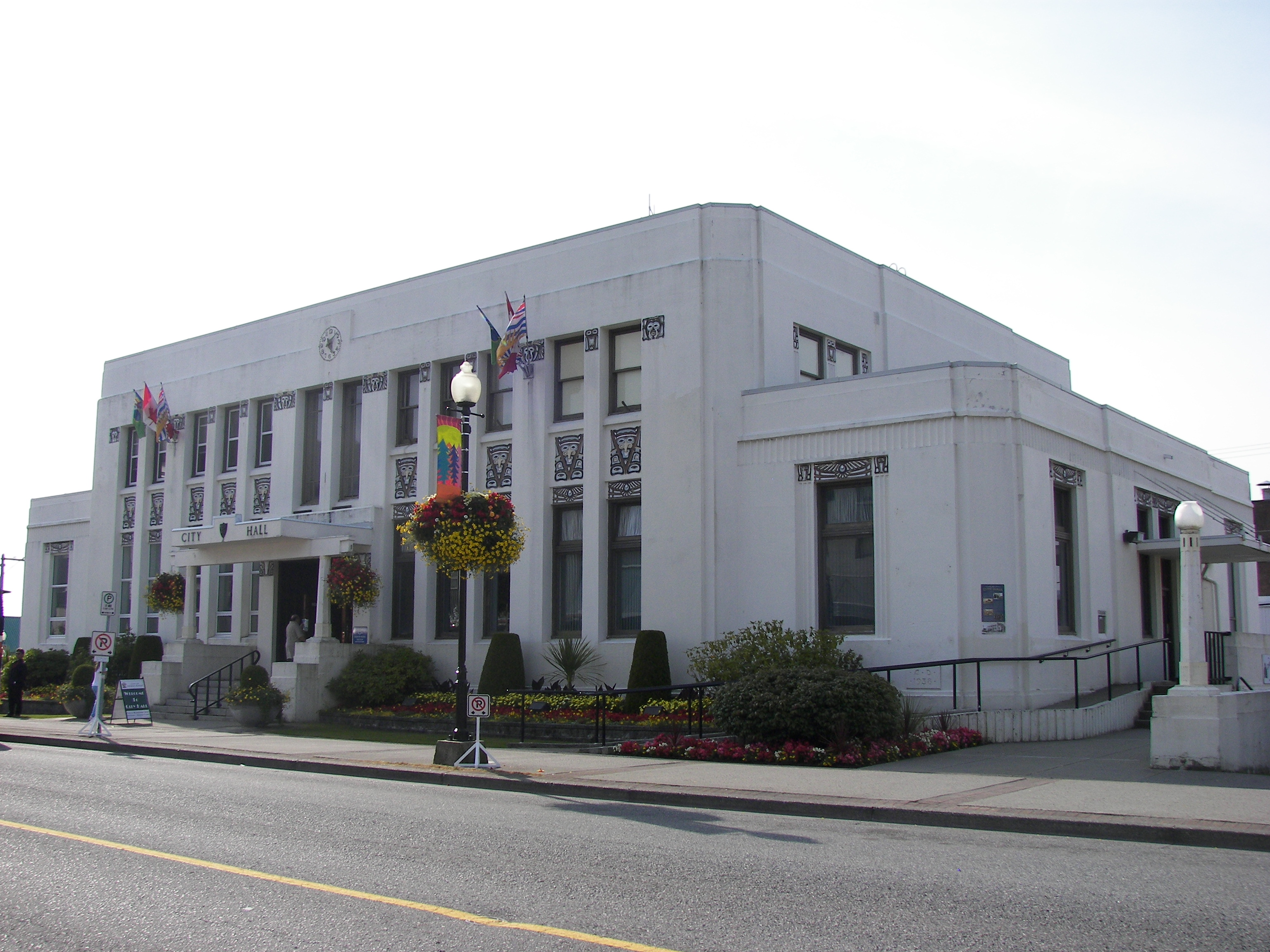
شهرداری پرنس روپرت بریتیش کلمبیا
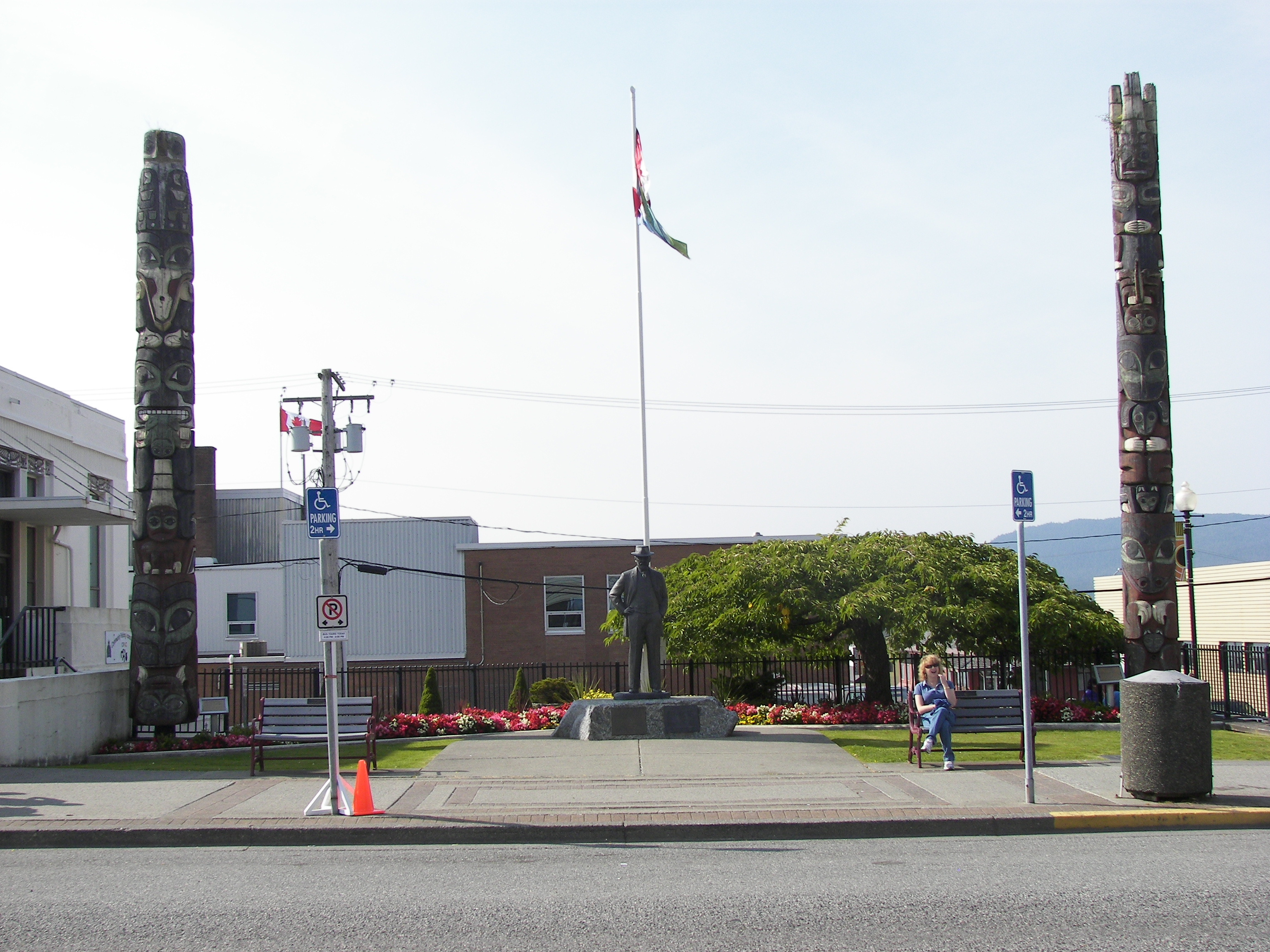
دو توتم از بسیار توتم‌های موجود در پرنس روپرت